# Двор (Шмартно-при-Літії)
Двор (словен. Dvor) — поселення в общині Шмартно-при-Літії, Осреднєсловенський регіон, Словенія. 
Висота над рівнем моря: 291,8 м.